# Іваниченко Юрій Якович
Юрій Якович Іваниченко (нар. 3 липня 1948, Луцьк) — радянський та український російськомовний письменник-фантаст, драматург, автор історичних та історично-публіцистичних творів. Працював заступником голови Спілки письменників Криму. Після анексії Криму Росією працює заступником голови Міжнаціональної спілки письменників Криму, відповідальним секретарем з роботи україномовного відділення та відповідальним за проведення персонального обліку «Спілки письменників Республіки Крим», є членом ради з фантастики та пригод Спілки письменників Росії.

## Біографія
Юрій Іваниченко народився у 1948 році в Луцьку. У 1971 році він закінчив Севастопольський приладобудівний інститут, після чого працював на підприємствах Сімферополя. У 1978 році став головним інженером «Кримоблкінопрокату», паралельно в 1981 році закінчив Всесоюзний державний інститут кінематографії. У 1984 році Іваниченко перейшов на роботу режисером в обласному методичному центрі народної творчості та лектором бюро кінопропаганди, на цих посадах працював до 1989 року. З 1989 року Юрій Іваниченко зайнявся видавничою діяльністю, був засновником та головою видавничого об'єднання «Вариант», з 1993 року працював директором видавництва «Дар». 
Під керівництвом Іваниченка, як головного редактора серії, у 2000 році письменник Бортніков Сергій Іванович видав свій роман "Медков, Павленко и Ко: Детективно-приключенческий сериал" (Симферополь: Дар; Луцьк: Надстир'я, 2000).
У співавторстві з Бортніковим ("Михайлом Львовським") у 2007 р. Іваниченко видав збірник "Павутиння лиха. Терор і наркотики: Документально-публіцистичне дослідження".
У 2000 році Іваниченко став директором та головним редактором видавництва «Таврія». З 2008 до 2014 року Юрій Іваниченко працював літературним редактором-перекладачем у газеті «Крымские известия». З 1991 року Іваниченко стає членом Спілки письменників Криму, з 1992 року Співдружності російських, українських та білоруських письменників Криму, з 2003 року Міжнародного Співтовариства Письменницьких Спілок, а з 2004 року Міжнаціональної Спілки письменників Криму.
Після анексії Криму Росією Юрій Іваниченко став заступником голови так званої Міжнаціональної спілки письменників Криму, та відповідальним секретарем з роботи україномовного відділення. З 2015 року він став членом так званої «Спілки письменників Республіки Крим», а також відповідальним за проведення персонального обліку членів цієї «організації». Юрій Іваниченко також став членом ради з фантастики та пригод Спілки письменників Росії.

## Літературна творчість
Першу літературну спробу Юрій Іваниченко зробив ще в школі, написавши п'єсу для шкільного драмгуртка. У 1969 році на сцені театру вперше поставлена п'єса Іваниченка «Лєна». З 1972 року Юрій Іваниченко постійно публікується в газетах «Крымская правда» та «Крымский комсомолец» як рецензент літературних творів під псевдонімом «Юрій Волинський». У 1978 році в газеті «Крымский комсомолец» опублікована російською мовою перша фантастична повість Іваниченка «Особлива точка». У 1981 році вийшла друком перша збірка повістей автора під назвою «Особлива точка», а в 1987 друга збірка повістей письменника під назвою «Пік серпня». У 1987 році опублікована повість автора під назвою «Виборні», дія якої відбувається на старому кладовищі, героями повісті є «живі» радянські службовці та три покоління похованих на цьому кладовищі мерців. У 2008 році Іваниченко написав продовження цієї повісті під назвою «Прикликаний», а в 2012 році після переробки обох творів вийшов один об'єднаний роман письменника під назвою «Совок і вишка». У початковий період творчості увагу читачів привернули два оповідання автора: «Реакція у відповідь», у якому описується виникнення на Землі розумної пустелі та її реакції на дослідження вчених; та «Гончаки і Сторожові», в якому йдеться про пошук кораблів-убивць, які залишились на Землі, де переміг комунізм, від попередніх конфліктів та воєн.
Після розпаду СРСР Юрій Іваниченко публікував свої фантастичні твори у виданнях всесоюзного творчого об'єднання молодих письменників-фантастів при видавництві «Молода гвардія», в журналі «Київ» та кількох інших журналах Москви і Мінська, в сімферопольських виданнях «Брега Тавриды», «Предвестие», «Фанданго». з 2001 року письменник започатковує серію творів про діяльність спецслужб інших країн, яку він публікує під кількома псевдонімами. Доповненням до цієї серії є кілька видань, присвячених мусульманському радикалізму, які спричинили хвилю критики, найбільше в Ізраїлі. З 2010 року у співавторстві з іншим кримським письменником В'ячеславом Демченком Іваниченко написав серію творів про події Другої світової війни в Криму, а також кілька творів про історію військово-морського флоту Росії. У 2010 році Іваниченко у співавторстві з Демченком та Леонідом Панасенком опублікував фантастичний роман «ВЧК-2». У 2012 році Юрій Іваниченко опублікував самостійно фантастичний роман «Горозвір». Також Іваниченко займався літературними перекладами з англійської мови на російську.

## Особисте життя
Юрій Іваниченко першим шлюбом був одружений з письменницею-фантасткою Людмилою Козинець. У подружжя була дочка Ольга.

## Нагороди та премії
У 1996 році Юрій Іваниченко нагороджений державною премією Автономної Республіки Крим за роман «Коло крові». У 1998 році письменника нагородили почесною грамотою Президії Верховної Ради АРК. У 2000 році Іваниченко нагороджений пам'ятною медаллю «55 років Перемоги у Великій Вітчизняній війні». У 2009 році Юрій Іваниченко нагороджений Орденом Олександра Невського І ступеня. У 2013 році Іваниченко став лауреатом премії Спілки Письменників Росії «Во славу Отечества».

### Фантастика

#### Романи
- 2002 — Жернова фортуны
- 2008 — Призванный
- 2010 — ВЧК-2: Иногда я дышу им в затылок (У співавторстві з Леонідом Панасенком і В'ячеславом Демченком)
- 2011 — Горозверь
- 2012 — Совок и вышка

#### Повісті
- 1978 — Особая точка
- 1987 — Выборные
- 1989 — Стрелочники
- 1990 — Пик августа
- 2010 — По високому плаю

#### Збірки
- 1982 — Особая точка
- 1990 — Пик августа

#### Оповідання
- 1983 — Флигелёк
- 1987 — Мальчики из игротеки
- 1990 — Ответная реакция
- 1990 — «Чистое небо»
- 1990 — Гончие и Сторожевые
- 1990 — Эдик — Валентин
- 1990 — По расписанию
- 1990 — Взгляд
- 2012 — Немного света и чуть-чуть тепла
- 2013 — Зри в корень

### Пригодницькі та історичні твори

#### Романи
- 1996 — Круг крови
- Цикл «Крымский щит» (У співавторстві з В'ячеславом Демченком)
  - 2010 — Крымский щит
  - 2011 — Разведотряд
  - 2012 — Торпеда для фюрера
  - 2013 — Сорок градусов по Маннергейму
  - 2013 — Обреченный мост
  - 2017 — Путь к Босфору
- 2015 — Враг на рейде (У співавторстві з В'ячеславом Демченком)
- 2015 — Довгий шлях, короткий шлях
- 2019 — Прощание с «Императрицей» (У співавторстві з В'ячеславом Демченком)
- 2019 — Штормовое предупреждение (У співавторстві з Оленою Іваниченко)

#### Повісті
- 1982 — Распродажа
- 1987 — Підміна
- 1988 — Струм і мережі
- 1990 — Мертвые молчат
- 1990 — Высокий край
- 1991 — Провінційний вузол
- 1993 — В краю родном, в земле чужой
- 2015 — Намір

#### П'єси
- 1969 — Лена
- 1987 — Лицо ненависти
- 1988 — Три часа в Париже

#### Документальні та документально-публіцистичні книги
- 1990 — Похвала Разуму
- 1998 — Время звенеть бокалами (У співавторстві з Н. Іваниченко)
- 2001 — Моссад: История лучшей в мире разведки (Під псевдонімом «Иосиф Дайчман»)
- 2001 — И на щите Давидовом начертано «Моссад» (Під псевдонімом «Юрий Чернер и Юрий Певзнер»)
- 2002 — Все о напитках
- 2002 — Секреты Интерпола (Під псевдонімом «Юрий Чернер и Юрий Певзнер»)
- 2002 — Охота за флагманами Гитлера (Під псевдонімом «Юрген Чернер»)
- 2003 — Моссад: Первые полвека (Під псевдонімом «Юрий Чернер и И. Кунц»)
- 2003 — Интерпол: Всемирная система борьбы с преступностью (Під псевдонімом «Иосиф Дайчман»)
- 2003 — ФБР. История и реальность (Під псевдонімом «Юрий Чернер»)
- 2004 — ФБР — империя неприкосновенных (Під псевдонімом «Иосиф Дайчман»)
- 2004 — Спецслужбы Израиля: от «Шабака» до «Моссада» (Під псевдонімом «Исаак Дойчман»)
- 2005 — Паутина зла: Наркотики и терроризм (Під псевдонімом «Юрий Иванич»)